# صنایع دستی سیستان
صنایع دستی سیستان از اصیل‌ترین و شاخص‌ترین صنایع دستی ایران و جهان و قدمت آن به درازای تاریخ است. مردم سیستان نیز همچون دیگر اقوام ایرانی همواره به دنبال راهی برای استفاده بهتر از هنر نیاکانشان بوده‌اند. صنایع دستی سیستان زیربنای همین تفکر است و این کار باعث شده تا به مرور زمان آثاری ارزشمند و زیبا به وجود بیاید که روز به روز بر زیبایی آنها افزوده شود.

گز بافی سیستان

در جای جای سیستان هنرها و صنایع دستی گوناگونی رواج دارند که هر کدام علاقه مندان خاص خود را دارد.
این هنرها گویای فرهنگ غنی مردم این منطقه هستند و بخش بسیار مهمی از شیوه زندگی آنها را به تصویر می‌کشند.
شاردن جهانگرد فرانسوی دوره صفوی در سفرنامه‌اش آورده‌است:
بهترین نوع حصیر و سبد در سیستان بافته می‌شود اقبال یغمایی نیز اضافه می‌کند در داخل و پیرامون دریاچه هامون و رود هیرمند واقع در سیستان، جگن و نی بسیار می‌روید.

## سوزن‌دوزی

### خامه دوزی (خمک دوزی)
خامه دوزی نام یکی از صنایع دستی سیستان است که به آن خامک دوزی یا خمک دوزی یا حتی سفید دوزی نیز می‌گویند. اما قدیمی‌ترین واژه برای این هنر همان خمک دوزی است. به این دلیل این نام را بر این هنر گذاشته بودند که در سال‌های دور، ابریشم بدون هیچ گونه پرداختی از قبیل رنگرزی و پخت و پز یا سفیدکاری و در واقع به صورت خام استفاده می‌شده‌است.

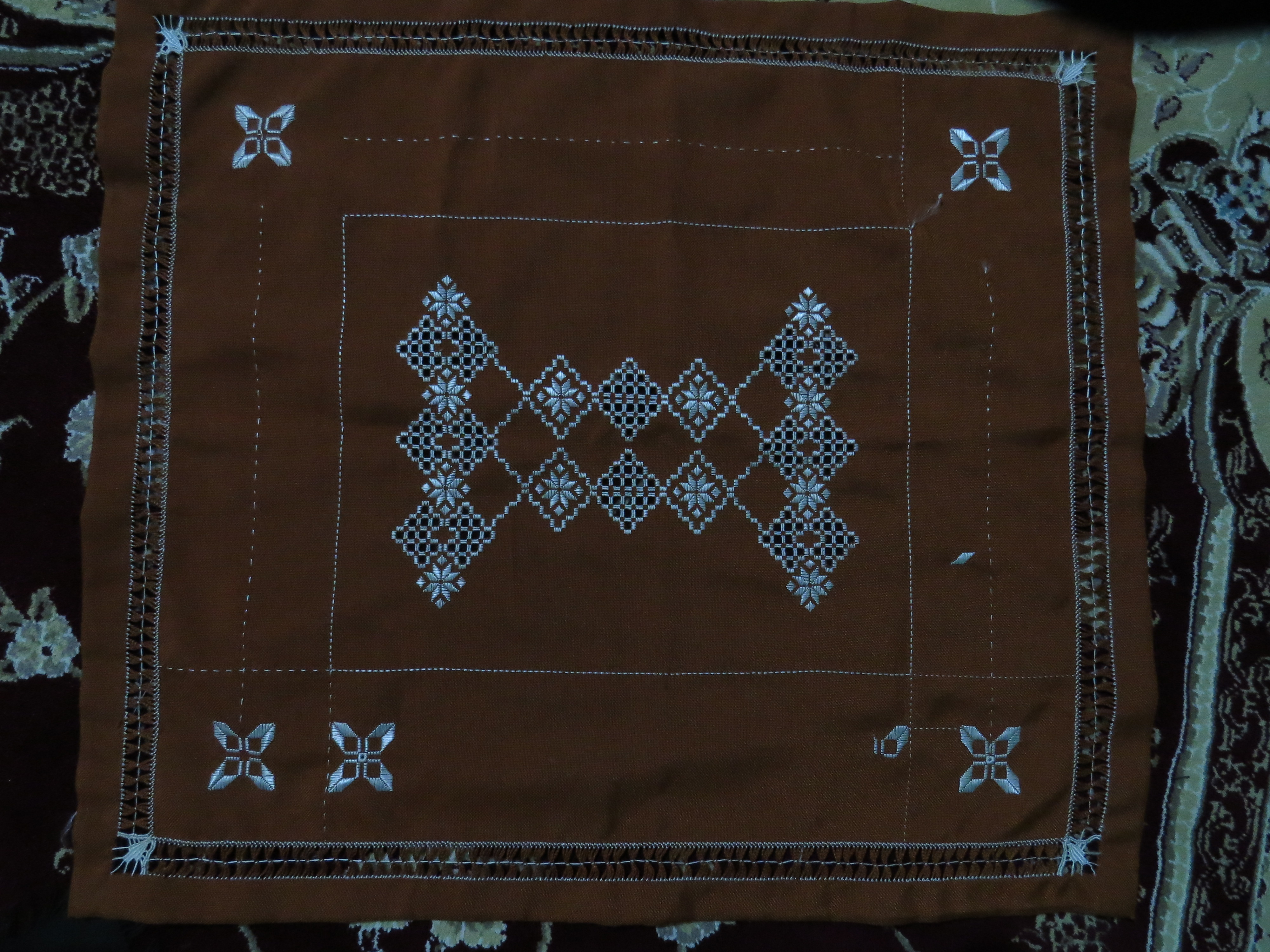
خامه‌دوزی سیستان

در اصل خامه دوزی همان سوزن دوزی است که در آن از نخ ابریشم استفاده می‌شود.
قدمت این هنر را با زمان پیدایش ابریشم در صنایع دستی سیستان برابر می‌دانند و جالب تر آن که از سیستان در اولین نوشتارهای اسلامی با عنوان مرکز تولید بهترین بافته‌های پشمی و ابریشمی یاد شده‌است. سیستان به علت داشتن باغ‌های بسیار زیاد توت یکی از بزرگ‌ترین مرکزهای تولید ابریشم بوده‌است.
منابع تاریخی می‌گویند در حدود صد سال پیش در روستای چلنگِ زابل کارگاه‌های تولید پیله و ابریشم وجود داشته‌است. اوج شکوفایی هنر خامه دوزی را به دوره‌های اشکانی و سیستانی نسبت می‌دهند.
می‌توان جلوه‌های این هنر را در تزئینات لباس، جانماز، انواع دستمال و سفره‌ها دید.

### سیاه دوزی

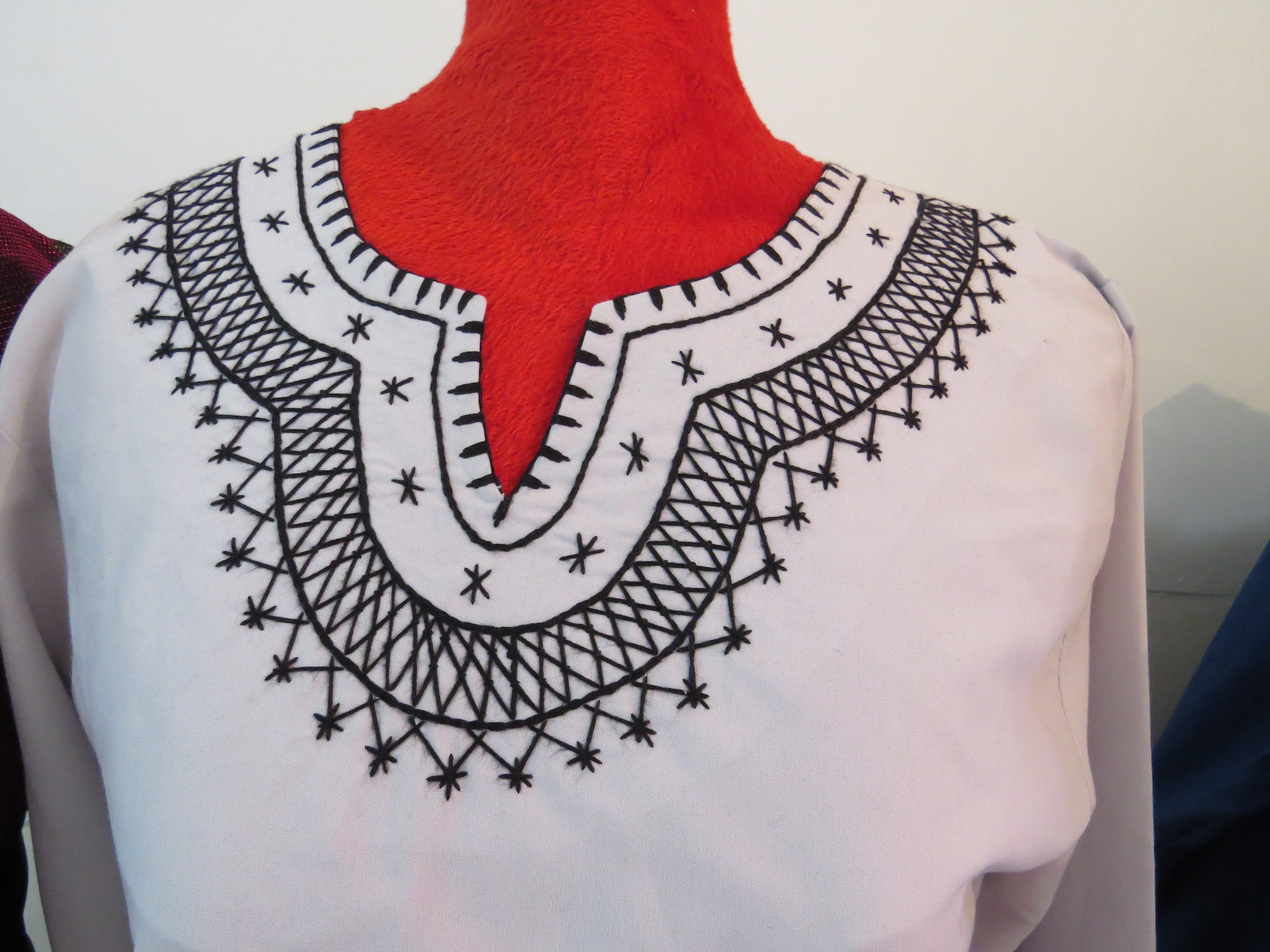
سیاه دوزی سیستانی روی لباس

سیاه دوزی نوعی سوزن دوزی است که تنها از نخ سیاه رنگ که معمولاً ابریشمی است، در آن استفاده می‌شود و برای تزیین سرآستین و پیش سینهٔ لباس‌ها به کار می‌رود. نحوهٔ دوخت به این صورت است که با دوخت دندان موشیِ بهم چسبیده نقش‌هایی مثلثی شکل روی لباس می‌زنند و گاهآ دربین دوخت دندان موشی از دوخت زنجیره هم استفاده می‌کنند.

## حصیر بافی
حصیر بافی، سیس بافی، خولک بافی یا خلک بافی، هنری که قدمتی طولانی، به درازای تاریخ شهر سوخته و دریاچه هامون دارد و در میان مردمان سیستان از جایگاه ویژه ای برخوردار است. این هنر در منطقهٔ سیستان با گویش (خولک بافی) تلفظ می‌شود. خولک از ساقه‌های نی تهیه می‌شود.
از محصولات حصیری سیستان می‌توان سایه بان، پرده و توتن (نوعی قایق حصیری) را نام برد.
روستاهای حاشیهٔ کوه خواجه و شهرستان زابل از مهم‌ترین منطقه‌های تولید محصولات حصیربافی در سیستان هستند.

## توتن بافی
توتَن نام نوعی قایق محلی است که با بافتن نی و الیاف و ساقهٔ آن در روستاها و مناطق حاشیه تالاب هامون بویژه اطراف کوه خواجه و منطقه تخت عدالت در سیستان مورد استفاده صیادان و روستاییان قرار می‌گیرد.

### تاریخچه
توتن قایقی با قدمت هزاران ساله از صنایع دستی سیستان زمانی به وفور بر روی بستر دریاچه هامون به چشم می‌خورد اما امروز چشم انتظار حیات دوباره آن است تا باز به آغوش آب بازگردد. در زمان پرآبی هامون، صیادان منطقه و همچنین کسانی که قصد عبور از عرض دریاچه هامون را داشتند از توتن که از توتک برای تولید آن استفاده می‌شد بهره‌برداری می‌کردند.

### ساخت قایق
تولید توتن با سختی‌ها و مشقت‌های فراوان همراه بود اما تولید آن برای بومیان محلی با توجه به اینکه مواد اولیه تولید آن از دریاچه تأمین می‌شد بدون هرگونه هزینه ای انجام می‌گرفت.
هرساله نیز با آمدن آب از سرریز سدهای افغانستان به مدت چندماه بعضی نقاط تالاب دارای آب بوده و توتن سواری به تفریحی برای مردم مبدل می‌شود. توتن از نی‌های روییده در نیزارهای حاشیه دریاچه هامون ساخته می‌شود.توتن یک نوع گیاهی خودرو هست که از اول فروردین می‌روید به نام توتَک تا آخر تیر قابل برداشت است و آن توتک را بریده و تا سه یا چهار روز می‌گذارند تا خوب خشک شود و بعد از خشک شدن کمی آب روی آن می‌پاشند تا نم دار شود بعد تعداد دو بلیمه که توتن را به هم وصل می‌کند درست می‌کنند و بعد سر و ته توتن را مشخص می‌کنند و آخر سر هم دو عدد کنار توتن (چنگک) نامیده می‌شود درست می‌کنند و بعد توتن آماده می‌شود. با خشک شدن دریاچه هامون توتک هارا از مازندران تهیه می‌شود.

### توتن سواری
توتن سواری از جمله بازی‌ها و ورزش‌های بومی و محلی پرطرفدار سیستان به‌شمار می‌رود که از گذشته‌های دور تاکنون در بین صیادان و ماهی گیران منطقه سیستان به ویژه در زمان پرآبی دریای هامون رواج داشته‌است.

## سفال‌گری
سفال‌گری نیز از آن دست هنرهای قدیمی است که در سیستان رواج دارد؛ برای درستی این ادعا می‌توان سفال‌های کشف شده در شهر سوخته را مصداق قرار دهید.

## جواهرات
به استناد متن‌های تاریخی هنر ترصیع در سیستان، نیشابور و هرات از سده‌های نخستین در جهان اسلام بسیار مشهور بوده و جالب است بدانید که جواهرات سیستان جزء هدایایی بودند که به مراکز حکومتی فرستاده می‌شده‌اند. وجود کوره‌های ذوب فلز بسیار قدیمی در این منطقه نشان از قدمت دور و دراز این هنر در این منطقه دارد.
کاربرد عمدهٔ زیورآلات برای خودآرایی بوده، اما گاه ریشه‌های مذهبی داشته و به عنوان قسمتی از بهای عروسی، از طرف خانوادهٔ داماد به عروس داده می‌شده‌است.

### برخی از جواهرات سیستان
- تاسنی: نوعی سنجاق سینه که بین دو یقه لباس وصل می‌شود؛
- تگ: نوعی آویز گردن؛
- تعویذ: گردن آویز یا بازوبندی که جایی برای گذاشتن دعا دارد؛
- چوری: نوعی النگو؛
- زبادان: حجمی توخالی برای قرار دادن مواد خوشبو که دور گردن می‌آویزند.
- باهو بند (موزیبری): چیزی شبیه بازوبند برای تزئین بازو؛
- باری: برای تزئین لاله گوش؛
- پادیگ: چیزی شبیه پابند برای تزئین پا؛
- پلک: برای تزئین دو طرف بینی؛
- پلو: برای تزئین جلوی بینی؛
- گوشواره‌های سنتی زنان سیستانی: گوشواره ماهکی (به شکل هلال ماه کوچک)، گوشواره احمد شاهی

## دودنی بافی
دودنی بافی نیز یکی از هنرهای تاریخی سیستان است که بیشتر مردم سیستان از آن در تزئین خانه شان و گاهی هم به عنوان دفع چشم زخم از مال و جان استفاده می‌کردند. اما متأسفانه، گردی از نامهربانی بر این هنر قدیمی نشسته و در حال فراموشی است. این روزها تجملات دنیای امروز، جای خود را به هنرهایی مثل دودنی بافی داده‌اند.
دودنی بافی در اصل تورهای تزئینی است که با گیاه علفی با برگ‌های ساده منقسم و گلهای زرد متمایل به سفید که در اکثر نقاط سیستان رویش دارد، درست می‌شود.

## قالی بافی
قالی بافی تاریخی بس طولانی در سیستان دارد تا جایی که فرش سیستانی از شهرت خاصی برخوردار است. قالی سیستان گوهری است کمیاب که تنها در دریای درخشان و مواج فکر مردمان سختکوش و هنرمند این دیار با اندیشه‌های بلند و اساطیری یافت می‌شود هنری کهن که هرگز کهنه نشده و نخواهد شد.
تصویری از رؤیای نزدیک شکل گرفته از عناصر و نقش مایه‌های جادویی با پشتوانه‌هایی از فرهنگ و تمدنی اسطوره ای و هوش و توانایی و ظرافتی مثال زدنی، آنچنان که مردمان امروز از نگاه نو و خلاقیت ایشان در هزاران سال پیش به اعجاب آمده و انگشت به دهان می‌مانند.
قالی سیستان سرشار از نقوش هندسی ساده شده و شکسته شده حیوانی و گیاهی است، آنچه که امروز در دنیای هنر و نقد هنری به عنوان انتزاع، تخریب و دفرمه در سبک‌های هنری می‌شناسیم و آثار بزرگان هنر را با استناد به این عوامل ارزشیابی می‌کنیم و از آنها در قالب هنر مدرن یاد می‌شود.
جالب است بدانید که قالی سیستان از لحاظ مبنای تاریخی به ۳ دسته مختلف تقسیم می‌شود:
قالی تاریخی یا کهن، میانی و نو سه نوع زیرانداز سیستانی هستند.
- قالی کهن سیستان به بافته‌های سکایی می‌پیوندد و دارای گره ترکی است که نشانه ای از کهن‌ترین قالی جهان یعنی فرش پازیریک می‌باشد.

مهم‌ترین رنگ‌های به کار رفته در این قالی‌ها سرمه ای، فیروزه ای، زرد، سرخ و نقش‌های آن خشتی، دو خشتی، خشته خشته (ترنج ترنج)، گلدانی و درختی است.
- قالی میانی گره مورد استفاده فارسی و رنگ‌بندی آن شبیه نوع کهن است و نقش‌های آن سبک جنگلی، گل قندانی، چپات اشتر، مددخانی و قاب قابی است.
- قالی نو نیز دارای گره فارسی است و نقش‌های آن محرمات و لچک ترنج می‌باشد.

## گلیم بافی
آنچه که در تاریخ آمده این است که با آمدن سکاها به سیستان تحولی بزرگ در این منطقه صورت گرفت.
کمترین چیزی که امروز می‌توانیم بگوییم این است که بافت‌های منطقه تحت تأثیر هنر سکاها تحولی عظیم یافت زیرا این قوم درقرن پنجم قبل از میلاد قالی، شال و نمد تولید می‌کرده‌اند.
در نخستین نوشته‌های اسلامی، سیستان مکان تولید بهترین بافت‌های ابریشمی و پشمی توصیف شده‌است.
آثار باستان‌شناسی نشان از رونق سیستان در دوره اشکانی و ساسانی دارد که در این دو دوره یکی از بالاترین ارقام مالیات را می‌پرداخته‌است یعنی از آبادترین و پرتولیدترین نقاط ایران بوده اگرچه از این دو دوره بافته سیستانی به دست نیامده اما شهرت بافته‌های سیستان در دوره اسلامی نشان از یک هنر پر سابقه و کهن دارد.
از نظر شهرت از شال و قالی سیستان در کنار بافت‌های فارس و طبرستان یاد می‌شود.
غلات، ابریشم و چارپایان سیستان نیز بسیار معروف بوده‌اند و ثروت آن توجه تمام پادشاهان و دستگاه خلافت را برمی‌انگیخت.
شال سیستان دارای نقوش هندسی جادویی و اعجاب‌انگیز است که به آنها مهر گفته می‌شود، نقوشی بیانگر تفکر کاملاً خلاق وانتزاعی با نگاهی کاملاً مدرن و خاص به طبیعت و قدرت اجرایی مافوق تصور.
از هنر شالبافی در تولید زیرانداز، پشتی، سفره‌های آرد و نان، خورجین و غیره استفاده می‌شده‌است و برای تزئین آن از صدف، منگوله و سنگ‌های زینتی نیز بهره می‌بردند.

## پارچه بافی(ریسندگی)
پارچه بافی در سیستان قدمتی افزون بر پنج هزار سال دارد و تکه پارچه‌های دست بافت کشف شده در شهر سوخته نمونه ای از این هنر در پنج هزار سال پیش است.
در مسیر هنر پارچه بافی آنچه از هزاره‌های قبل از میلاد تاکنون مشخص و مشهور است خودکفایی مردم سیستان در تولید مواد اولیه صنایع مختلف به خصوص پارچه بافی بوده آنچنان که تا همین سده اخیر تمام مراحل تهیه و تولید پارچه توسط خود مردم و خانواده‌ها انجام می‌گرفته‌است یعنی از مرحله کاشت و برداشت پنبه یا تهیه پشم و موی دام گرفته تا ریسندگی و آماده‌سازی آنها که همه با ابزار سنتی و ویژه انجام می‌شده‌است.
از نکات قابل توجه و افتخارات سیستان این است که در زمان عمرولیث صفاری برای سالها پارچه مخصوص خانه کعبه توسط هنرمندان سیستانی بافته و به مکه مکرمه اهدا و ارسال می‌شده‌است. نکته دیگر نزدیکی بافت‌های اخیر به بافت‌های یافت شده در شهر سوخته‌است که تاکنون باقی مانده‌است.
اقلام تولیدی پارچه بافی سنتی سیستان عبارتند از لنگ (دستمال)، سریک (بار بند)، پتو، شال گردن و پارچه.

## خراطی
خراطی، هنری است که علاوه بر سیستان در استان‌های دیگر مثل لرستان رواج دارد. خراطی در اصل هنر ساخت اشیا از چوب است که با کمک دستگاهی مخصوص و بعد از طی مراحلی، اشیایی چون قلیان، گهواره، پایهٔ آباژور و ظروف تولید می‌شوند.
بقایای نقش برجسته‌های کاخ داریوش در تخت جمشید که در آنها تخت و چهارپایه و عودسوز مزین به هنر خراطی هستند، حکایت از قدمت دیرینهٔ این هنر دارند.

## گز بافی
وفور درختان گز و بوته‌های وحشی از نوع گز در سیستان انواع محصولات سبد بافی را در منطقه رایج کرده و این سبدها در اشکال مختلف از ترکه‌های نازک درختان و بوته‌ها بافته می‌شود.
شاخه‌های درخت گز، به دلیل خشک بودن به مدت چند روز در آب خیسانده می‌شوند تا قابلیت انعطاف‌پذیری خود را بازیابند و سپس سبدهایی در اندازه‌های مختلف از آن‌ها بافته می‌شود که برای حمل کالا و مواد غذایی مورد استفاده قرار می‌گیرند.

## معرق
هنر معرق را نمی‌توان محدود به سیستان دانست اما آنچه که پس از یافتنش تاریخ پیدایش اولین معرق کاری‌های تمدن بشر را به چالش کشید کشف شانه معرق کاری شده در شهر سوخته سیستان بود که نشانگر زایش نخستین جوانه‌های فکری این هنر اصیل و دیر پای ایرانی در سرزمین سیستان است.

## جوال
جوال، کیسه‌های بزرگی است که از آن برای نگهداری آذوقه (گندم، جو و حبوبات) یا حمل و نقل آنها استفاده می‌شود، در گویش محلی منطقه سیستان به آن گال نیز می‌گویند. با توجه به نوع مواد اولیه در بافت جوال به انواع مختلف تقسیم می‌شود.
- یکی از انواع آن جوال مویی است که با موی بز بافته می‌شود.
- جوال پشمی نوع دیگری است که بیشتر از بقیه انواع جوال در منطقه سیستان بافته می‌شود زیرا مواد اولیه مورد مصرف آن یعنی نخ پشم فراوان است و طریقه بافت آن نیز همچون گلیم بافی است.
- جوال پارچه ای که در گویش محلی به جوال لته ای معروف است نیز در منطقه سیستان بافته می‌شود و مواد اولیه آن از تکه‌های پارچه فراهم می‌شود طریقه بافت این گونه جوال‌ها هم مانند گلیم است که به جای نخ از تکه‌های پارچه استفاده می‌شود و نخ چله آن می‌تواند از پشم، پنبه یا مو باشد.[۲۹]

## پلاس بافی
پلاس بافی در سیستان همان سیاه چادر و مواد اولیه مورد استفاده در بافت موی بز است. بافت این گونه چادرها همچون گلیم است با این تفاوت که چادر بدون نقشه بافته می‌شود در حالی که گلیم دارای نقش است، بیشتر از نخ‌های چله در گلیم استفاده می‌شود اندازه‌های معمول بافت اینگونه چادرها، حداکثر عرض یک و نیم متر و طول ۵ تا ۷ متر است. از سیاه چادر اغلب به عنوان سرپناهی برای عشایر استفاده می‌شود اما گاهی نیز به عنوان آغلی برای دام‌ها مورد استفاده قرار می‌گیرد برای برپایی هر سرپناه حداقل از هفت تخته سیاه چادر استفاده می‌شود. از خصوصیات بارز سیاه چادر می‌توان از مقاومت خوب آن در برابر آفتاب و حرارت، مقاومت در برابر آب باران، شعله‌ور نشدن آن در هنگام آتش‌سوزی و نفوذ ناپذیری نام برد.

## جارو بافی
کرته، گیاهی خودرو در منطقه سیستان است. این گیاه در حاشیه زمین‌های کشاورزی رشد می‌کند و با وجود این که از دید کشاورزان نوعی گیاه هرز است، کاربردی اقتصادی دارد.
مردم منطقه از ساقه‌های نازک آن، جاروی محلی سیستان را تولید می‌کنند. از نیِ بسیار ظریف و زیبای گیاه کرته، چوب باریکی بدست می‌آید که در گویش سیستانی به آن سینک گفته می‌شود.
آنچه باعث گذاشتن این نام بر روی این قسمت از گیاه که در واقع گُل گیاه می‌باشد شده‌است شاید همان سیخک، باشد بصورت راست ومنظم تا ارتفاع یک متر هم رشد می‌کند.
سینک زمانی از گیاه جدا می‌شود که رنگ آن از سبز به زرد کم رنگ تغییر کرده و به راحتی قابل جدا شدن است و پس از جدا شدن از بوته اصلی با تابش آفتاب خشک می‌شود.
برای تهیه جارو، انتهای سینک‌ها چندین ساعت درآب خیس و سپس کوبیده می‌شود تا انعطاف‌پذیر باشد.